# Chrysso backstromi
Espèce
Synonymes
- Theridion backstromi Berland, 1924

Chrysso backstromi est une espèce d'araignées aranéomorphes de la famille des Theridiidae.

## Distribution
Cette espèce est endémique de l'archipel Juan Fernández au Chili.

## Description
La femelle décrite par Levi en 1962 mesure 2,5 mm.

## Étymologie
Cette espèce est nommée en l'honneur de Kare Backström.

## Publication originale
- Berland, 1924 : Araignées de l'île de Pâques et des îles Juan Fernandez. The Natural History of Juan Fernandez and Easter Island. vol. 3, no 3, p. 419-437 (texte intégral).